# 迈松纳夫纪念碑

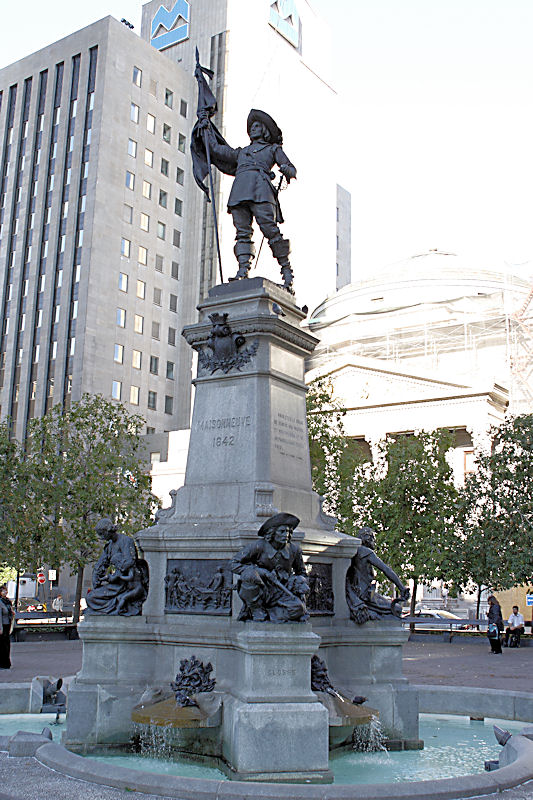

45°30′17″N 73°33′26″W / 45.50472°N 73.55722°W
迈松纳夫纪念碑（法語：Monument à Maisonneuve）是由雕塑家Louis-Philippe Hébert于1895年在加拿大魁北克省蒙特利尔老城兵器广场所建的纪念碑。

## 历史
这座纪念碑纪念蒙特利尔创始人保罗·肖默代·德·迈松纳夫（Paul Chomedey de Maisonneuve），于1895年7月1日揭幕，作为1892年建城250周年庆典的一部分。1896年，这座宏伟的纪念碑在兵器广场的中心，吸引了许多好奇的旁观者。
19世纪90年代，由于古物和钱币学会的建议，蒙特利尔首次制作了一系列纪念牌匾，在建造迈松纳夫纪念碑的项目中发挥了积极作用。蒙特利尔历史学会在1892年至1993年树立了一个方尖碑，以纪念蒙特利尔的创始人。在纪念新法兰西的个性方面，蒙特利尔的法语居民和英语居民找到了共同点，两个文化团体都强调自己的英雄。 

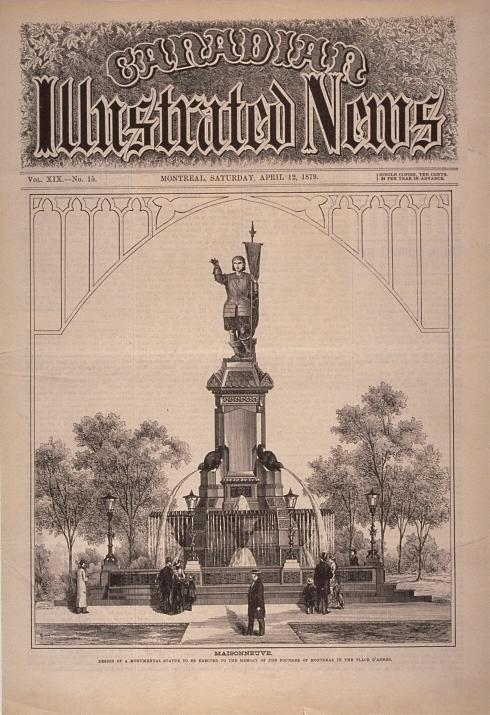
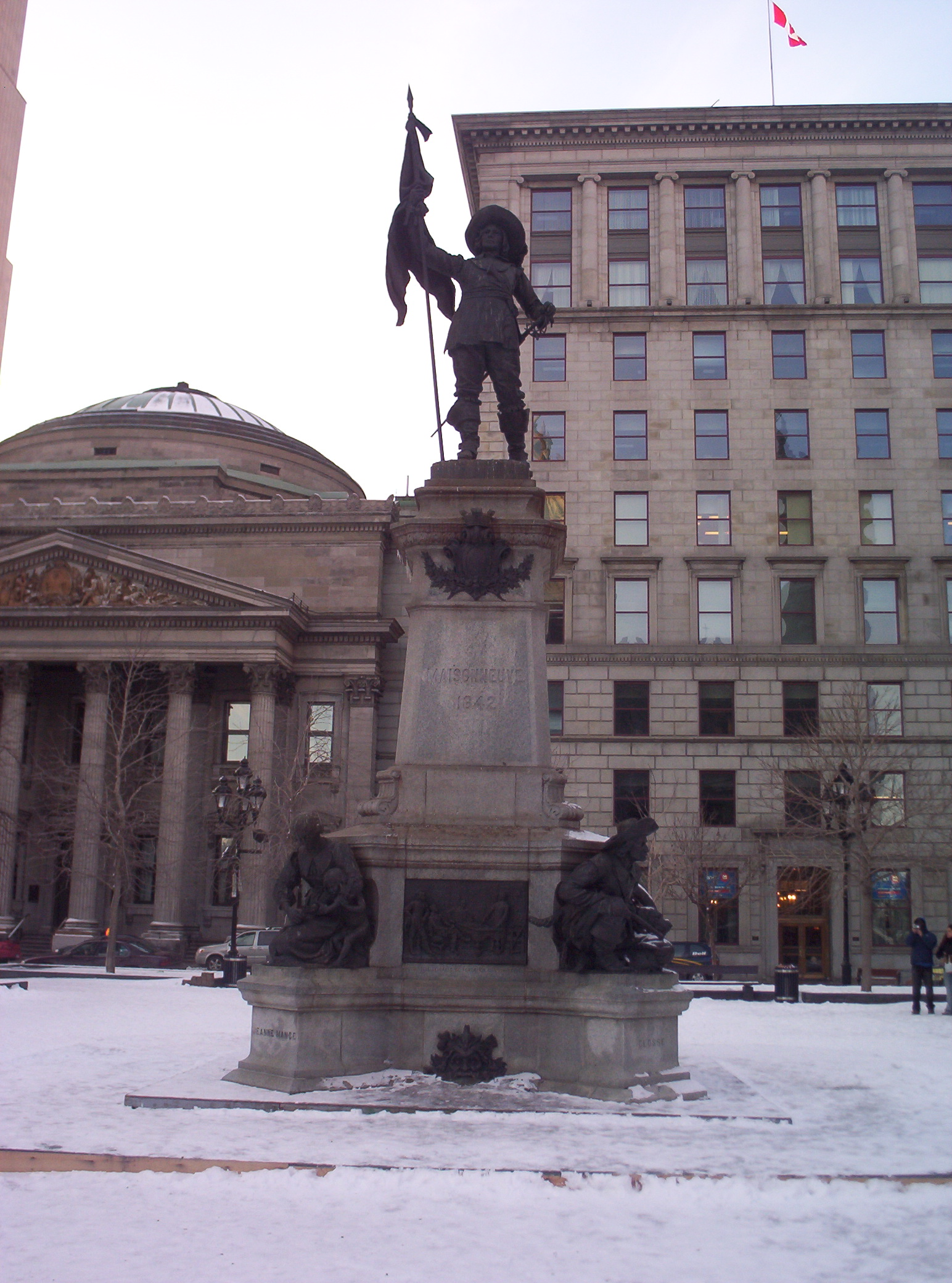
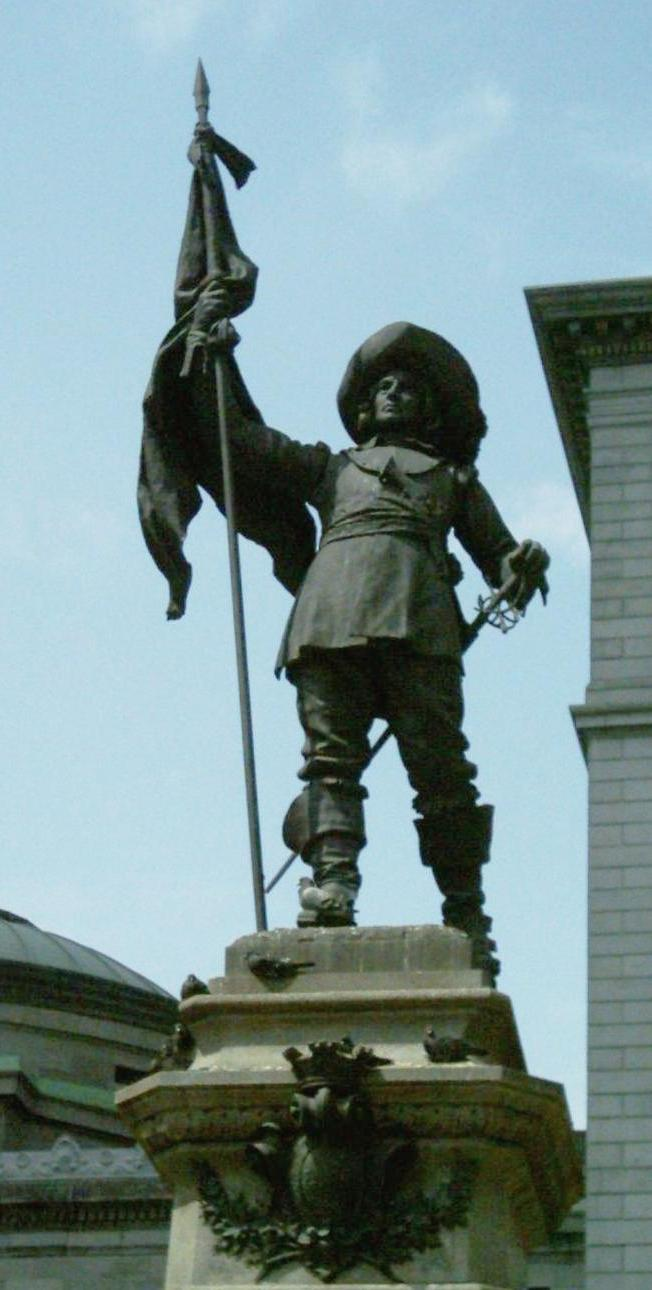
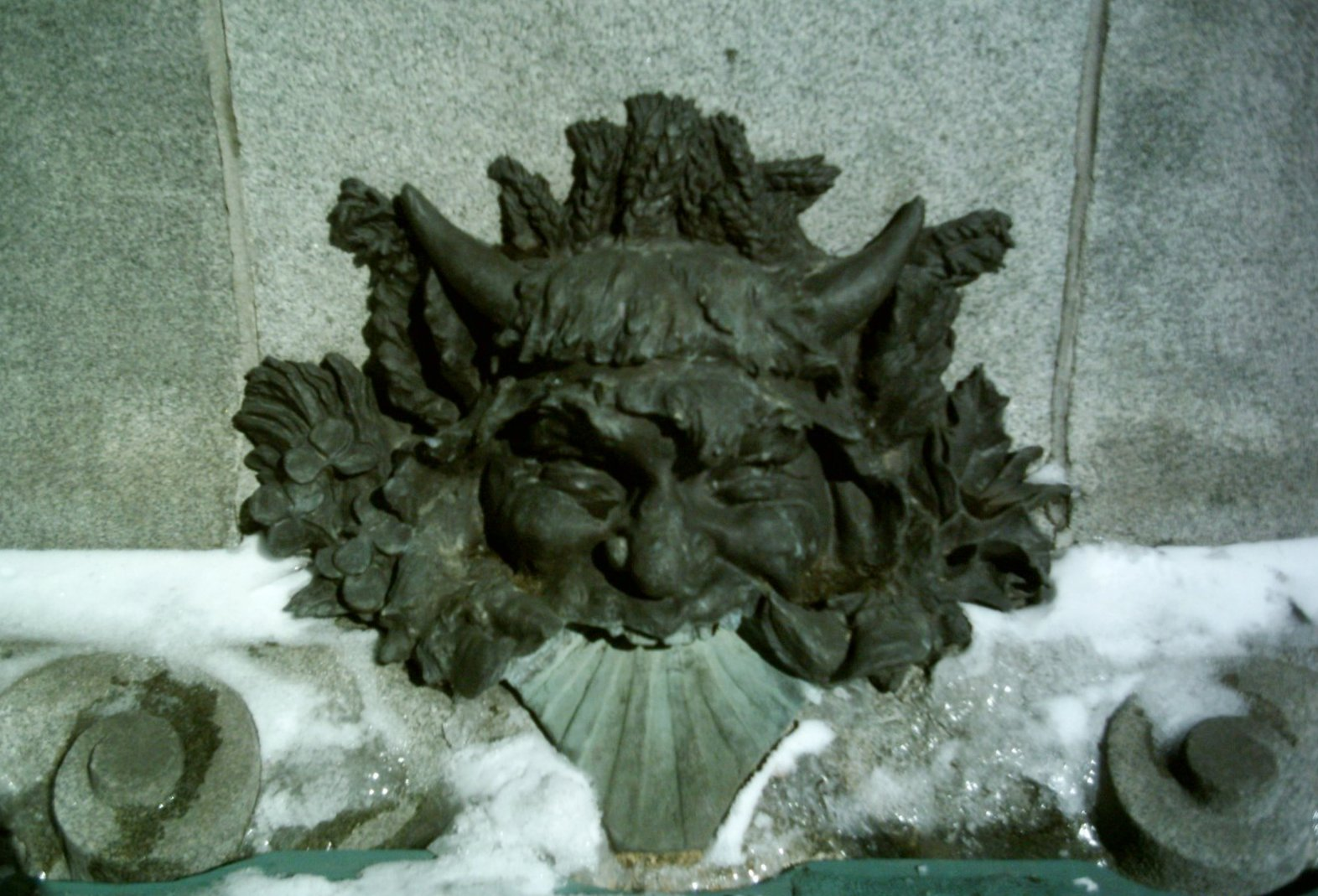

|  |  |  |  |

|  |  |  |  |